# Ugo Roger
Ugo Roger, in lingua francese Hugues Roger (o anche Rogier); era detto "il cardinale di Tulle" (Maumont, 1293 – Monastero di Montolieu, 21 ottobre 1363), fu un religioso francese del XIV secolo, divenuto abate, quindi vescovo ed infine cardinale della Chiesa cattolica. Caratteristica fu la sua rinuncia al papato nonostante fosse stato eletto regolarmente nel conclave del 1362.
Era figlio di Guglielmo Roger, dal 1333 signore di Rosier d'Egleton nel Corrèze, e di Guglielmina de la Monstre, fratello di papa Clemente VI e zio di papa Gregorio XI.

## Biografia
Ugo Roger iniziò giovanissimo la sua vita religiosa presso l'abbazia benedettina di Tulle, quindi passò sotto l'egida dello zio Pietro Roger, abate di  Saint-Pons-de-Thomières e divenne priore del convento di Pardailhan. Alla morte dello zio, nel 1341, entrò nell'abbazia di Saint-Jean-d'Angély.

### Vescovo e cardinale
Il fratello Pietro, eletto papa da due mesi circa, lo nominò, il 13 luglio 1342 vescovo di Tulle e nel settembre dello stesso anno gli fu conferita la porpora cardinalizia con il titolo di cardinale presbitero di San Lorenzo in Damaso.
Nel 1347 divenne abate di Cluny, carica che mantenne fino al 1350.
Nel 1352 partecipò al conclave che elesse papa Innocenzo VI. L'anno successivo divenne cardinale protopresbitero e il 4 settembre 1361 camerlengo del Sacro Collegio.
Partecipò al conclave del 1362 e venne eletto papa con 15 voti sui 20 dei cardinali elettori presenti ma rinunciò all'alta carica: i motivi di questo rifiuto non sono noti.
Deceduto l'anno successivo nell'abbazia di Saint-Jean de Mallast a Montolieu, fra Castelnaudary e Carcassonne, ove si era ritirato, la sua salma fu traslata, seguendo la sua volontà, nella chiesa di Saint-Germain-les-Belles, nel  Limosino, che lui aveva generosamente dotata e dove si era fatto costruire un sontuoso monumento tombale.